# Yangyang
Yangyang (Hán Việt: Tương Dương) là một quận  ở đạo (tỉnh) Gangwon, Hàn Quốc. Quận này có diện tích 628,68 km², dân số năm 2000 là 30.141 người.  Quận này nằm ở phía đông bắc Hàn Quốc, dọc theo bờ Biển Nhật Bản.
Năm 2002, Yangyang mở cửa Sân bay quốc tế Yangyang, phục vụ Busan và hai thành phố Trung Quốc. 